# Associação de Bibliotecas Nacionais Ibero-americanas
A Associação de Estados Ibero-Americanos para o Desenvolvimento das Bibliotecas Nacionais da Ibero-América (ABINIA) é a associação de bibliotecas nacionais da Ibero-América. Fundada no México em 14 de dezembro de 1989 como a Associação de Bibliotecas Nacionais da Ibero-América, muda para seu atual nome em 1999, mantendo suas siglas originais. As línguas oficiais da ABINIA são o espanhol e o português.

## Integrantes
- Biblioteca Nacional da Argentina (1810)
- Biblioteca Nacional da Bolívia (1825)
- Biblioteca Nacional do Brasil (1810)
- Biblioteca Nacional da Colômbia (1823)
- Biblioteca Nacional Miguel Obregón Lizano da Costa Rica (1888)
- Biblioteca Nacional Jose Marti de Cuba (1901)
- Biblioteca Nacional do Chile (1818)
- Biblioteca Nacional do Equador
- Biblioteca Nacional de El Salvador (1870)
- Biblioteca Nacional da Espanha (1712)
- Biblioteca Nacional da Guatemala
- Biblioteca Nacional de Honduras
- Biblioteca Nacional do México (1833)
- Biblioteca Nacional Rubén Darío da Nicaragua (1880)
- Biblioteca Nacional Ernesto J. Castillero R. do Panamá (1942)
- Biblioteca Nacional do Paraguai (1887)
- Biblioteca Nacional do Peru (1821)
- Biblioteca Nacional de Portugal (1796)
- Biblioteca Nacional da República Dominicana
- Biblioteca Nacional de Porto Rico (1967)
- Biblioteca Nacional do Uruguai (1815)
- Biblioteca Nacional da Venezuela (1833)